# Museo Egipcio de Turín
El Museo Egipcio de Turín (Museo delle Antichità Egizie, lit., 'Museo de la Antigüedad Egipcia') está situado en la ciudad de Turín, Italia, en el palazzo dell'Accademia delle Scienze, un edificio de estilo barroco, proyectado por el arquitecto italiano Guarino Guarini, en 1678, para colegio de los nobles. Es uno de los museos más antiguos, y el segundo en importancia por su colección de antigüedades egipcias después del Museo Egipcio de El Cairo.

## Orígenes: Vitalino Donati
En 1760 Vitalino Donati, profesor de Botánica de la Universidad de Turín, viaja a Egipto por orden de Carlos Manuel III de Cerdeña. Una vez en el país se desplaza por el Nilo más allá de Asuán con el objetivo de recoger especímenes de la flora y fauna además de antigüedades como momias y manuscritos. En este viaje conseguirá tres estatuas: de Sejmet, de Ramsés II y otra la de la reina Tiy, esposa de Amenhotep III. Cuando Donati regresó a Italia trajo más de 300 objetos que fueron las primeras piezas del Museo d’Antichitá, más tarde conocido como el Museo Egipcio de Turín.

## La colección de Bernardino Drovetti
La mayor adquisición se produjo en 1824 con la compra de la primera colección de antigüedades egipcias al explorador y diplomático italiano Bernardino Drovetti, quien trabajaba en aquella época como cónsul francés en Egipto. Esta fue comprada por el rey Carlos Félix de Saboya, por la suma de 400.000 liras piamontesas, y constaba de más de mil piezas, compuesta por unas cien grandes estatuas, estelas, sarcófagos con momias, papiros, y múltiples objetos funerarios. En la colección destacan las colosales estatuas de Amenofis I, un Ramsés II sedente, la estatua de Tutmosis II y el Canon Real de Turín. 
Ernesto Schiaparelli fue nombrado director del museo, en 1894, incrementando los fondos mediante compras y campañas de excavación en Heliópolis, Guiza, Asiut, Hermópolis, el Valle de las Reinas (la tumba de Nefertari), Deir el-Medina y Gebelein.
Jean-François Champollion visitó este museo para estudiar su importante colección de papiros, los cuales le ayudaron a dar los primeros pasos en el desciframiento de la escritura jeroglífica.

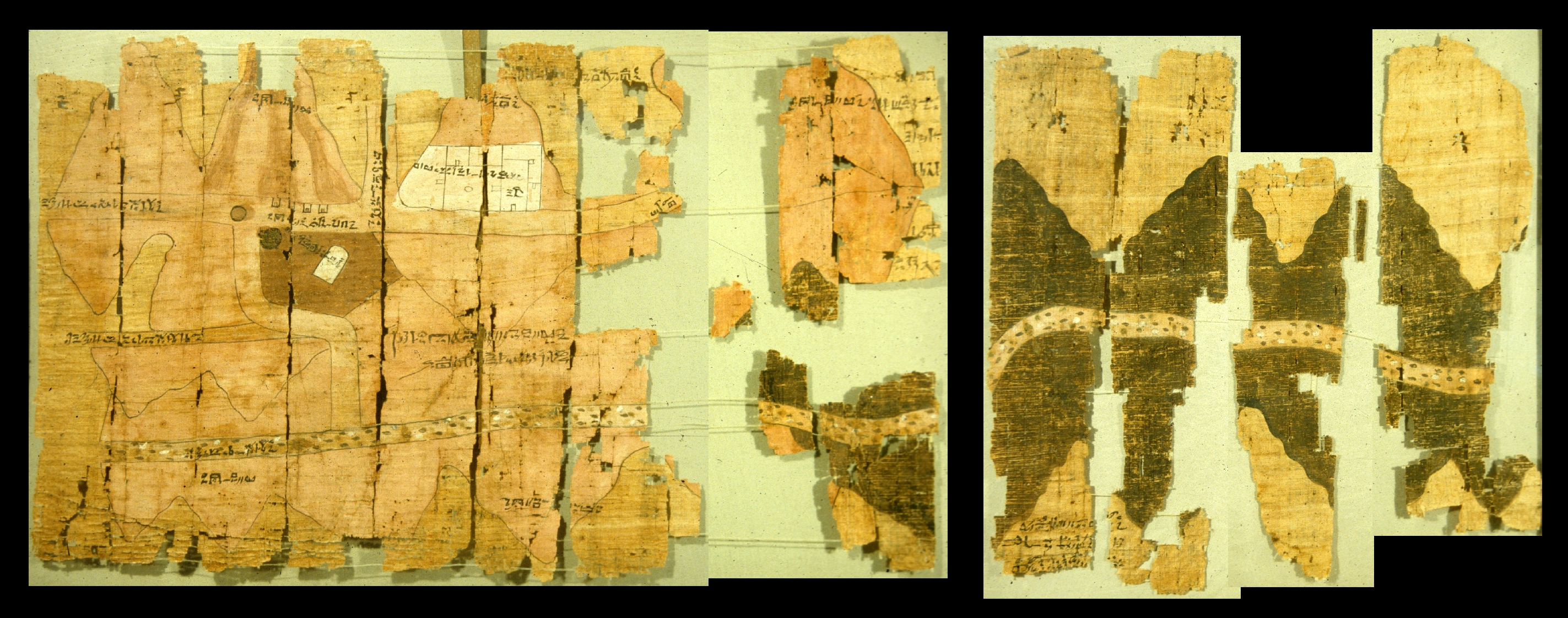
Papiro de Turín (1879 - 1899 - 1969).

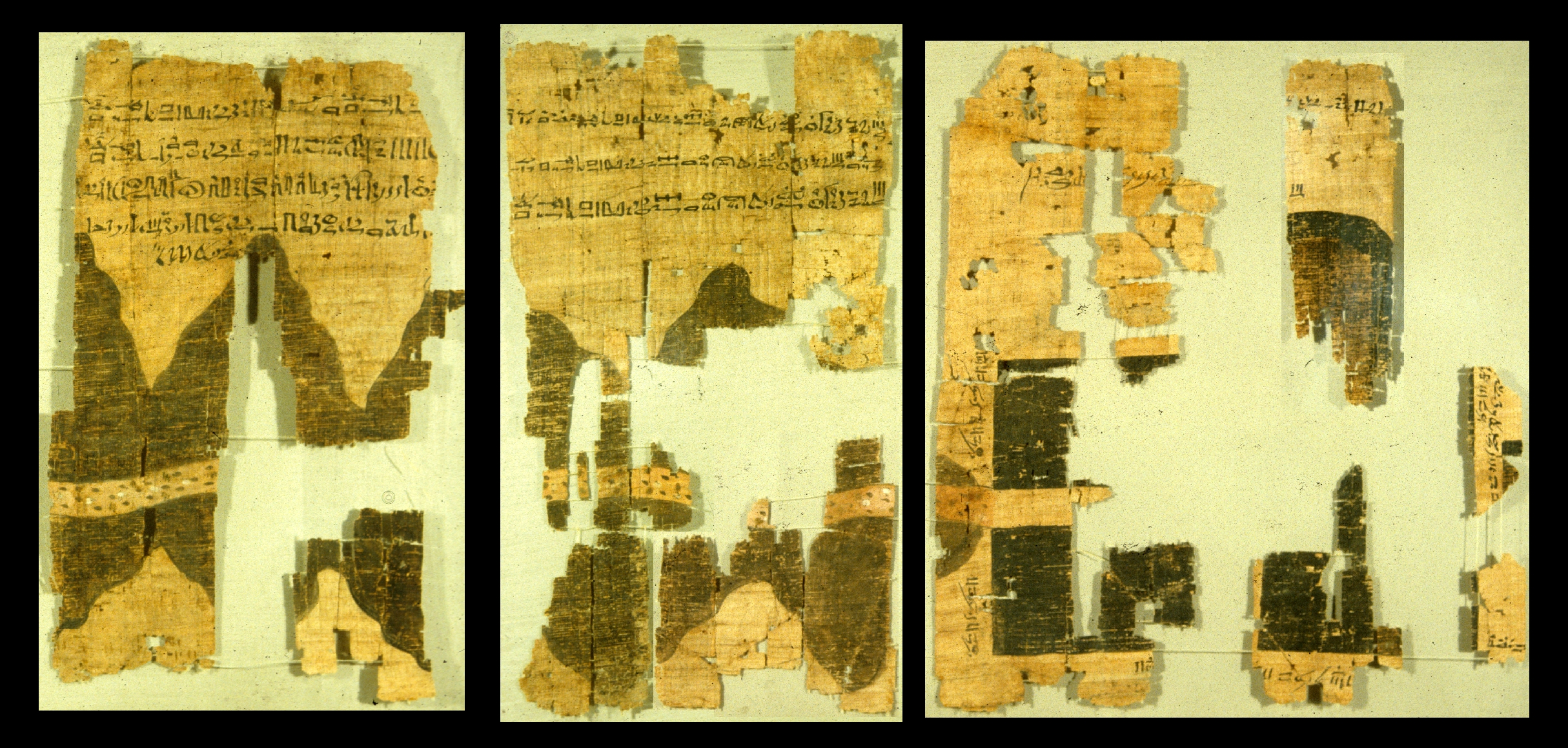
Papiro de Turín (1879 - 1899 - 1969):
el mapa geológico-topográfico más antiguo conocido.

### Fondos del museo
- Estatuas:
  - La estatua sedente de la princesa Redit (dinastía III)
  - La estatua de Amenhotep I (dinastía XVIII).
  - Estatuilla en madera de Ahmose-Nefertari.
  - Las estatuas de Thutmose I y Thutmose III.
  - Las estatuas de Horemheb y Mutnedymet.
  - La estatua sedente de Ramsés II (dinastía XIX)
  - La estatua colosal de Sethy II (5,16 m)
- Sarcófagos:
  - Sarcófago de Duaenra (hijo de Keops)
- Elementos funerarios:
  - Capilla de la tumba de Maya (dinastía XVIII)
  - Maquetas de las tumbas de Minhotep y Upuautemhat
  - Máscaras de yeso pintado de la época greco-romana
- Múltiples objetos de la vida cotidiana.
  - Vasijas de época predinástica, Naqada I, y Naqada II, del Imperio Antiguo, Imperio Medio e Imperio Nuevo.
- Papiros:
  - El Canon Real de Turín (dinastía XIX)